# Dideoides trilineatus
Dideoides trilineatus är en tvåvingeart som beskrevs av Enrico Adelelmo Brunetti 1923. Dideoides trilineatus ingår i släktet Dideoides och familjen blomflugor.
Artens utbredningsområde är Myanmar. Inga underarter finns listade i Catalogue of Life.